# ريتشارد بوتييه
ريتشارد بوتييه (بالفرنسية: Richard Pottier)‏ (و. 1906 – 1994 م) هو مخرج أفلام، وكاتب سيناريو فرنسي، ولد في غراتس، توفي عن عمر يناهز 88 عاماً.

## وصلات خارجية
- ريتشارد بوتييه على موقع IMDb (الإنجليزية)
- ريتشارد بوتييه على موقع ألو سيني (الفرنسية)
- ريتشارد بوتييه على موقع أول موفي (الإنجليزية)
- ريتشارد بوتييه على موقع قاعدة بيانات الأفلام السويدية (السويدية)
- ريتشارد بوتييه على موقع قاعدة بيانات الفيلم (الإنجليزية)
- ريتشارد بوتييه على موقع كينوبويسك (الروسية)